# Rodolfo Usigli
Rodolfo Usigli (Cidade do México, 17 de novembro de 1905 — Cidade do México, 18 de junho de 1979) foi um dramaturgo mexicano.